# Hyperolius igbettensis
Espèce
Synonymes
- Hyperolius nasutus igbettensis Schiøtz, 1963

Statut de conservation UICN

 LC  : Préoccupation mineure
Hyperolius igbettensis est une espèce d'amphibiens de la famille des Hyperoliidae.

## Répartition
Cette espèce se rencontre, :
- dans l'ouest du Cameroun ;
- dans l'est de la Côte d'Ivoire ;
- dans la moitié Sud du Ghana,
- dans la moitié Sud du Nigeria.

Sa présence est incertaine au Bénin, en République centrafricaine, au Tchad et au Togo.

## Étymologie
Son nom d'espèce, composé de igbett[i] et du suffixe latin -ensis, « qui vit dans, qui habite », lui a été donné en référence au lieu de sa découverte, Igbetti, un village dans l'État d'Oyo au Nigeria.

## Publication originale
- Schiøtz, 1963 : The amphibians of Nigeria. Videnskabelige Meddelelser fra Dansk Naturhistorisk Forening i Kjøbenhavn, vol. 125, p. 1-92.